# Kaxås
Kaxås is een plaats in de gemeente Krokom in het landschap Jämtland en de provincie Jämtlands län in Zweden. De plaats heeft 124 inwoners (2005) en een oppervlakte van 20 hectare. De plaats ligt aan het meer Hällsjön en men kan de 642 meter hoge berg Hällberget zien liggen. De stad Östersund ligt ongeveer 60 kilometer van Kaxås vandaan.

## Afbeeldingen

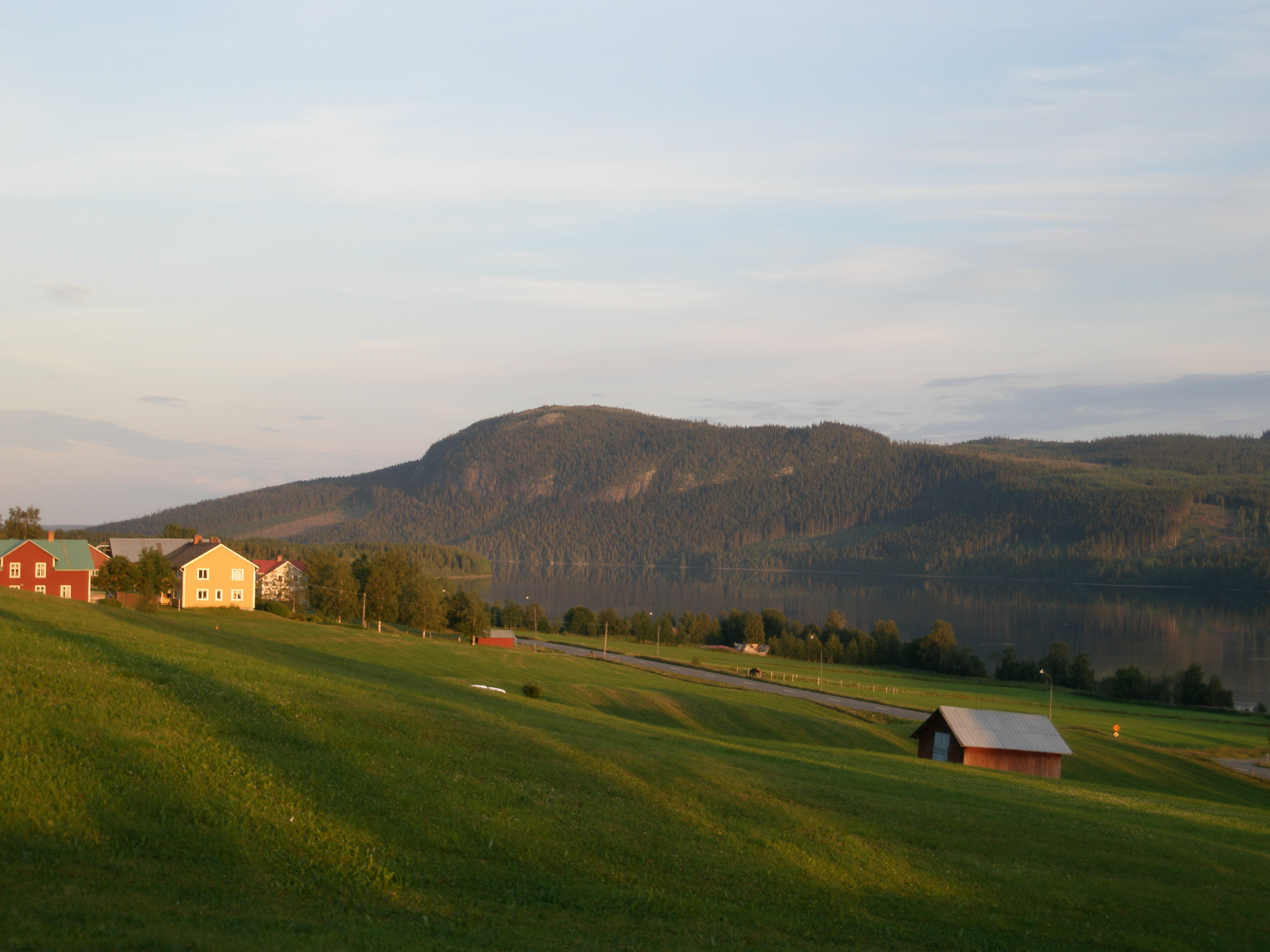
Hällberget en Hällsjön
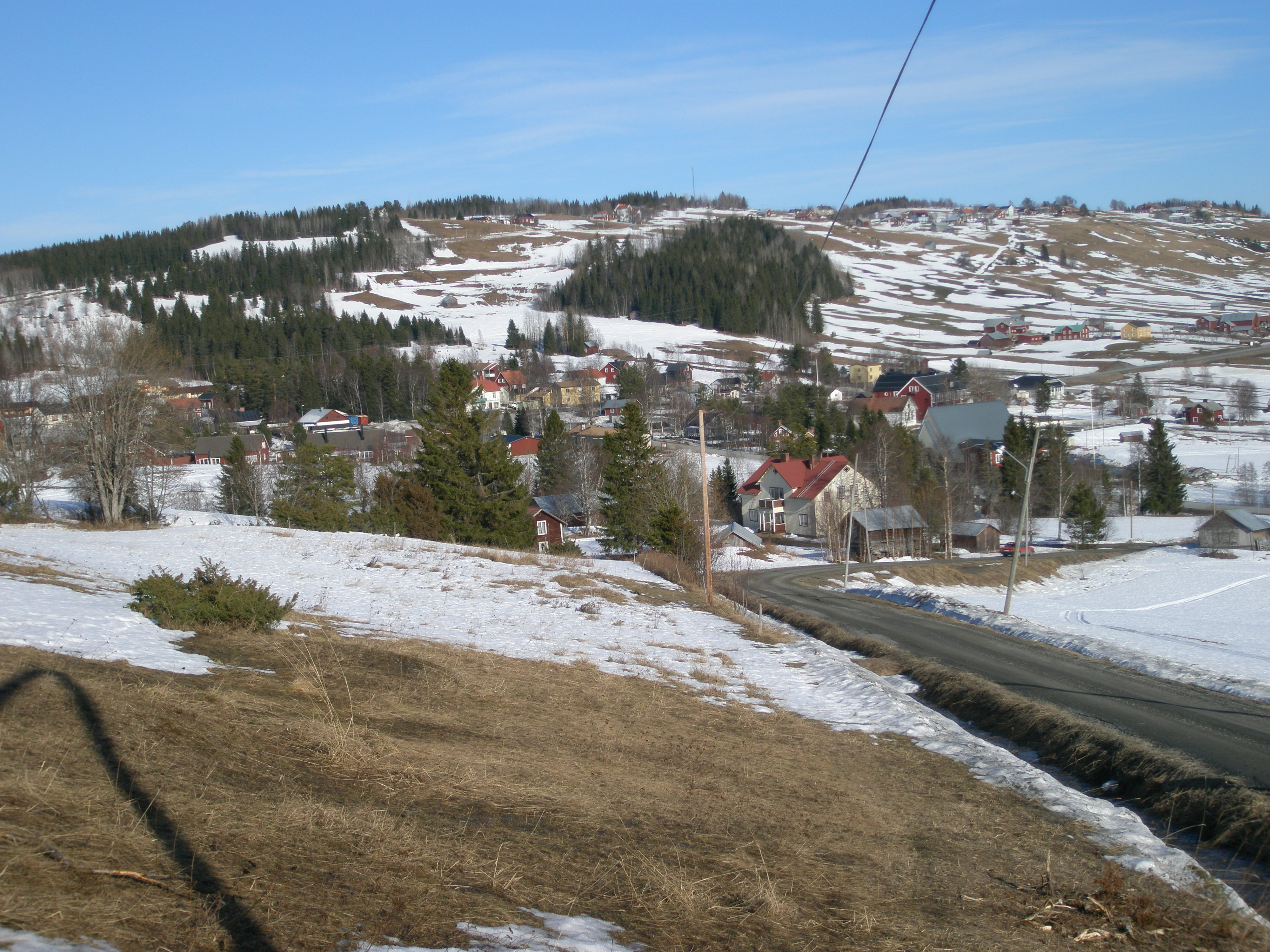
Åflo en Kaxås
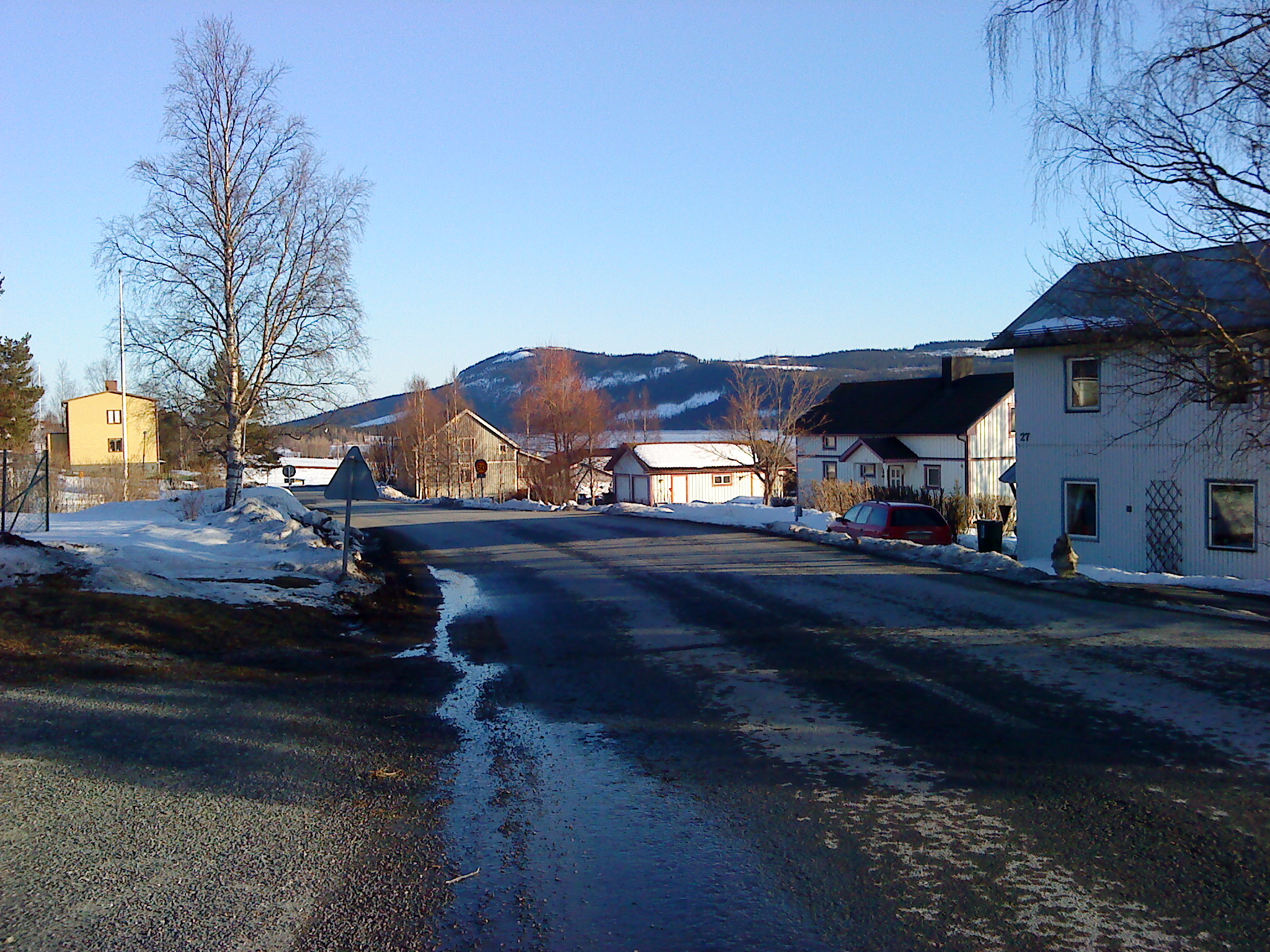
Kaxås